# Parafia św. Wawrzyńca w Głowaczowie
Parafia rzymskokatolicka Świętego Wawrzyńca w Głowaczowie – parafia rzymskokatolicka znajdująca się w Głowaczowie. Należy do dekanatu głowaczowskiego diecezji radomskiej.

## Historia
Pierwotny kościół powstał ok. 1390 jako fundacja Jana Głowacza z Leżenic. Parafia Leżenice istniała w drugiej połowie XV w. Miała drewniany kościół. Z kolei kościół w Głowaczowie pw. św. Wawrzyńca był drewniany i istniał w drugiej połowie XV w. Pod koniec tegoż wieku centrum ośrodka kościelnego zostało przeniesione z Leżenic do Głowaczowa. Ale parafia Leżenice przetrwała jeszcze do 1621 w dekanacie zwoleńskim, jako osobna obok Głowaczowa. Późniejsze źródła już jej nie podają. Kościół w Głowaczowie miał być położony na miejscu dzisiejszego cmentarza. Został on zniszczony w czasie wojen szwedzkich, a spłonął pod koniec XVI w. Potem powstał kościół murowany, który został rozbudowany w 1675 według projektu arch. Tylmana van Gameren, staraniem biskupa łuckiego Tomasza Leżeńskiego. Konsekracji tej świątyni dokonał 28 października 1745 bp Michał Ignacy Kunicki, sufragan krakowski. W początkach XIX w. oceniano, że kościół był bliski zawaleniu. Przed I wojną światową ks. Wiktoryn Budziszewski myślał o powiększeniu kościoła według planów arch. Słomińskiego. Niemniej świątynia ta została doszczętnie zniszczona i spalona w latach 1944–1945. Podobnie zniszczone zostały zabudowania parafian.
Obecny kościół zbudowano w latach 1958–1964/1966 według projektu arch. Władysława Pieńkowskiego, staraniem ks. Stanisława Sikorskiego. 23 października 1966 został on konsekrowany przez bp. Piotra Gołębiowskiego. Kościół jest murowany, powstał w stylu nowoczesnym jako neobazylikowy, trójnawowy.
Od 20 czerwca 1916 przez rok wikariuszem w parafii Głowaczów był ksiądz Władysław Miegoń, który 13 czerwca 1999 roku został beatyfikowany przez Jana Pawła II.

## Proboszczowie
| - 1660–? – ks. Jan Kazimierz Święcki - 1746–? – ks. Bonawentura Piasecki - 1789–1797 – ks. Wojciech Wierzchowski, - 1797–1805 – ks. Chryzostom Zymerman, - 1805–1809 – ks.Karol Drozdowski, - 1809–1814 – ks. Filip Gromoliński, - 1814–1822 – ks. Jakub Gorecki, - 1822–1826 – ks. Jan Zagardłowicz, - 1826–1833 – ks. Tomasz Łazowski, - 1833–1842 – ks. Klemens Szymanowski, - 1840–1857 – ks. Albin Jagniątkowski, - 1857–1865 – ks. Henryk Mroczkowski, - 1865–1866 – ks. Jan Rzepecki, - 1866–1879 – ks. Władysław Barciński, - 1879–1880 – ks. Konstanty Kopczyński - 1880–1898 – ks. Eustachy Pińczewski, - 1898–1900 – ks. Mikołaj Molecki, - 1900–1905 – ks. Wincenty Wołosiewicz, - 1905–1907 – ks. Lucjan Muszalski, - 1907–1940 – ks. Wiktoryn Budziszewski |

### Proboszczowie po wojnie
| - 1945–1951 – ks. Adam Smoliński - 1951–1972 – ks. kan. Stanisław Sikorski - 1972–1976 – ks. Adam Porębski - 1976–1992 – ks. kan. Jan Żeleśkiewicz - 1992–2002 – ks. kan. Józef Tępiński - 2002–2012 – ks. kan. Franciszek Jakubiak - od 2012 – ks. dr Zdzisław Kałuziński |

## Terytorium
Do parafii należą: Bobrowniki, Cecylówka Głowaczowska, Chodków, Dąbrówki, Emilów, Głowaczów, Grabnowola, Helenów, Henryków, Ignacówka Bobrowska, Ignacówka Grabnowolska, Klementynów, Leżenice, Lipa, Lipska Wola, Łukawa, Łukawska Wola, Jasieniec, Józefów, Mała Wieś, Mariampol, Michałów, Miejska Dąbrowa, Moniochy, Podmieście, Rogożek, Stawki, Studnie, Zieleniec.
Przed powstaniem parafii Dobieszyn w 1936 roku Dobieszyn należał do parafii Głowaczów. W miejscowości znajdowała się kaplica parafialna.

## Odpusty Parafialne
- 10 sierpnia – świętego Wawrzyńca[1]
- 24 maja – Matki Boskiej Wspomożenia Wiernych[1]